# Kamel Chebli
Kamel Chebli (arabisch كمال الشبلي) (* 9. März 1954 in Tunis) ist ein ehemaliger Fußballspieler und -trainer. Während seiner aktiven Zeit als Spieler verbrachte er seine gesamte Karriere bei Club Africain. Als Nationalspieler nahm er an der Fußball-Weltmeisterschaft 1978  teil und führte später als Trainer Mannschaften in seiner Heimat Tunesien sowie in den Vereinigten Arabischen Emiraten, Oman und Libyen.
Kamel Chebli übernahm nach seiner Trainerkarriere mehrere Rollen als Funktionär bei Club Africain. So war er unter anderem jahrelang in der Jugendarbeit des Vereins tätig.

## Aktive Karriere
Kamel Chebli wurde im Stadtteil Bab Alouia in Tunis geboren und wuchs in unmittelbarer Nähe zu Bab Jedid auf, dem Viertel, aus dem der Club Africain stammt.
Mit sechzehn Jahren trat Chebli der Jugendmannschaft von Club Africain bei und blieb dem Verein treu, bis er 1987 seine Fußballschuhe an den Nagel hängte. Sein Debüt für die erste Mannschaft gab er 1972. Mit seinem Club Africain wurde er Meister, Pokalsieger, Supercup-Sieger und holte mit dem nordafrikanischen Pokal der Landesmeister auch einen internationalen Titel.
Während seiner Zeit beim Club Africain vertrat er auch die tunesische Nationalmannschaft, für die er zwischen 1976 und 1985 insgesamt 33 Spiele bestritt und dabei ein Tor erzielte. Sein erstes Spiel bestritt er gegen Malta, gegen die er auch sein einziges Tor im Trikot des Nationalteams schießen sollte.

## Erfolge

### Als Spieler
- Tunesische Meisterschaft: 1979, 1980
- Pokalsieger: 1976
- Supercup-Sieger: 1979
- Nordafrikanischer Pokal der Landesmeister: 1975

### Als Trainer
- Zweitligameister:
  - CO Médenine: 2001
  - AS Marsa: 2010